# There's No One at All
"There's No One at All" (cách điệu là "THERE'S NO ONE AT ALL") là một bài hát được thu âm bởi ca sĩ kiêm sáng tác nhạc người Việt Nam Sơn Tùng M-TP kết hợp với nhà sản xuất âm nhạc người Mỹ Chris Gehringer. Bài hát được phát hành vào ngày 28 tháng 4 năm 2022 với vai trò là đĩa đơn trở lại của Sơn Tùng M-TP từ sau "Muộn rồi mà sao còn" (2021), đồng thời là bài hát tiếng Anh đầu tiên trong sự nghiệp của anh.

## Bối cảnh và phát hành
Vào sáng ngày 9 tháng 4 năm 2022, Sơn Tùng bất ngờ thay đổi ảnh đại diện và ảnh bìa màu đen trên mọi nền tảng ứng dụng xã hội mà anh hoạt động. Đồng thời trên tài khoản Instagram, anh đã bỏ theo dõi tất cả các tài khoản, kể cả những thành viên trong công ty. Sau vụ việc cộng đồng mạng và người hâm mộ đã nổ ra nhiều ý kiến trái chiều, nhiều người lo lắng cho anh vì nghĩ anh đang nhận tin buồn, cũng có ý kiến cho rằng, đây là dấu hiện cho màn trở lại đường đua âm nhạc của Sơn Tùng.
Vào ngày 12 tháng 4, anh chính thức chia sẻ bức ảnh đầu tiên công bố tên đĩa đơn là "There's No One at All", đi kèm với đó là sản phẩm áo phông NOAA với họa tiết được ca sĩ Sơn Tùng M-TP vẽ tay, mẫu áo sẽ xuất hiện trong MV sắp tới của anh. Ngày 20 tháng 4, Sơn Tùng chính thức phát hành poster đầu tiên trong dự án trở lại sắp tới và ấn định ngày phát hành vào 28 tháng 4 năm 2022 vào lúc 20:00 (GMT+7). Vào tối ngày 23 tháng 4, Sơn Tùng M-TP chính thức phát hành trailer cho MV.

## Đón nhận
MV đã thu hút 378.000 lượt xem công chiếu, 1 triệu lượt xem sau 22 phút phát hành, 4,4 triệu lượt xem sau 11 giờ. Đến ngày 29 tháng 4, MV đang giữ vị trí số 1 top thịnh hành, top 1 xu hướng âm nhạc trên YouTube. Video âm nhạc phiên bản mới được phát hành trên YouTube vào đúng sinh nhật của anh ngày 5 tháng 7 năm 2022.

## Tranh cãi

### Vấn đề pháp lý
Theo đánh giá của ông Lê Quang Tự Do, Phó Cục trưởng Cục Phát thanh - Truyền hình và Thông tin điện tử hình ảnh và nội dung trong MV có dấu hiệu vi phạm quy định cấm “sử dụng trang phục, từ ngữ, âm thanh, hình ảnh, động tác, phương tiện biểu đạt, hình thức biểu diễn hành vi trái với thuần phong, mỹ tục của dân tộc, tác động tiêu cực đến đạo đức, sức khỏe cộng đồng và tâm lý xã hội” tại khoản 4, Điều 3, Nghị định 144/2020/NĐ-CP của Chính phủ quy định về hoạt động nghệ thuật biểu diễn. Phát biểu được đưa ra trong bối cảnh nhiều người trẻ có vấn đề về tâm lý sau hai năm ảnh hưởng vì đại dịch COVID-19, đặc biệt là một vài vụ tự tử đã xảy ra trong khoảng thời gian không lâu trước đó.
Đầu chiều ngày 29 tháng 4, lãnh đạo Cục Phát thanh - Truyền hình và Thông tin điện tử, Bộ Thông tin và Truyền thông, cho biết đã liên hệ phía Google, nền tảng MV đăng tải, yêu cầu sớm gỡ sản phẩm. Tối cùng ngày, Sơn Tùng đã chủ động xin lỗi và tuyên bố ngưng phát hành MV trên nền tảng YouTube Việt Nam. Vào ngày 5 tháng 5, sau buổi làm việc với đại diện của Sơn Tùng M-TP về MV "There's No One at All", Chánh Thanh tra Bộ Văn hóa, Thể thao và Du lịch Phạm Cao Thái đã ra quyết định xử phạt hành chính 70 triệu đồng đối với công ty M-TP Entertainment theo quy định tại khoản 3 điều 13, Nghị định 38/2021/NĐ-CP. Bên cạnh đó, công ty M-TP có trách nhiệm tiêu hủy bản ghi hình "There's No One at All", nộp lại số lợi thu từ MV, tháo gỡ bản ghi hình "There's No One at All" dưới hình thức điện tử trên môi trường mạng và kĩ thuật số. Vào ngày 5 tháng 5, sau buổi làm việc với đại diện của Sơn Tùng M-TP về MV "There's No One at All", Chánh Thanh tra Bộ Văn hóa, Thể thao và Du lịch Phạm Cao Thái đã ra quyết định xử phạt hành chính 70 triệu đồng đối với công ty M-TP Entertainment theo quy định tại khoản 3 điều 13, Nghị định 38/2021/NĐ-CP.

## Xếp hạng
| Bảng xếp hạng (2022)                       | Vị trí cao nhất |
| ------------------------------------------ | --------------- |
| Việt Nam (Billboard Vietnam Hot 100)       | 1               |
| Việt Nam (Top Vietnamese Songs)            | 1               |
| Hot Trending Songs bởi Twitter (Billboard) | 13              |

## Lịch sử phát hành
| Quốc gia | Ngày                | Định dạng                       | Hãng đĩa           | Ng. |
| -------- | ------------------- | ------------------------------- | ------------------ | --- |
| Toàn cầu | 28 tháng 4 năm 2022 | Tải kỹ thuật số phát trực tuyến | M-TP Entertainment |     |